# Партизан (стадион)
Партизан е футболен стадион с писта за лека атлетика в Белград, собственост на футболен клуб Партизан Белград. Старото име на стадиона е ЮНА (Стадион на Югославската народна армия), като много от привържениците на Партизан и до днес го наричат така.
На него са провеждани паради в чест на Деня на младежта. Официално стадионът е открит на 9 октомври 1949 г. с мач между отборите на Югославия и Франция. Преди приемането на новите стандарти за безопасност на УЕФА стадионът е с капацитет от 55 000 места; след като стадионът е реконструиран по новите изисквания през 1998 г., капацитетът спада до 32 887 зрители. Трибуните на стадиона имат 30 реда във височина и са оборудвани с 30 изхода за зрители. Стадионът е с категория 4 звезди на УЕФА.